# Lorenzo II di Milano
Lorenzo II (Milano, 507 circa – Genova, 21 agosto 592) fu arcivescovo di Milano dal 573 fino alla sua morte.

## Biografia
Il vescovo ambrosiano Lorenzo, vissuto sul finire del VI secolo, è storicamente documentato da diverse lettere di Gregorio Magno e da una lettera che gli indirizzò il re merovingio Childeberto II (575-596).
Lorenzo divenne vescovo ambrosiano dopo che Alboino, re dei Longobardi, occupò Milano nel 569 e, come i suoi predecessori Onorato e Frontone, aveva la propria sede a Genova, dove una parte del clero e della popolazione milanese si era rifugiata a causa dell'invasione longobarda. Al momento della sua elezione sulla cattedra ambrosiana, Lorenzo, come già Onorato e Frontone, era separato dalla comunione ecclesiastica con i vescovi di Roma, essendosi rifiutato di aderire alla condanna dei Tre Capitoli sancita dal concilio di Costantinopoli del 553 e ratificata da papa Vigilio nel febbraio 554.
Appena diventato vescovo, secondo quanto riporta una lettera di Gregorio Magno, Lorenzo indirizzò a papa Giovanni III (561-574) un impegno solenne (districtissima cautio), sottoscritto da diversi membri dell'aristocrazia milanese, con il quale la Chiesa di Milano riconosceva che il suo atteggiamento scismatico era infondato e chiedeva il ristabilimento della piena comunione con la Chiesa di Roma. Con Lorenzo ebbe perciò fine il periodo scismatico nella Chiesa ambrosiana.
Attorno al 585 Lorenzo fu il destinatario di una lettera di Childeberto II, re dei Merovingi, il quale, raccomandandosi alle sue preghiere, gli annunciava una spedizione dei Franchi contro i Longobardi, d'accordo con l'imperatore bizantino, e gli chiedeva di riferire all'esarca bizantino Smaragdo, in carica dopo ottobre 584, che l'attacco sarebbe avvenuto solamente l'anno seguente e che sperava in un assalto contemporaneo dei bizantini.
Nel 591 Lorenzo scrisse a papa Gregorio Magno una lettera, oggi perduta, ma il cui contenuto è noto grazie alla risposta del pontefice, datata ad agosto di quell'anno. Il vescovo comunicava a Gregorio che si era appena ristabilito da un periodo di malattia e gli chiedeva la restituzione delle imposte del patrimonio che la Chiesa milanese deteneva in Sicilia e che, forse a causa dello scisma, erano state trattenute dai pontefici romani. Nella sua risposta, papa Gregorio si dimostrava piuttosto reticente, comunicando che la questione sarebbe stata trattata con il diacono milanese Costanzo, amico personale del papa e futuro successore di Lorenzo.
Ad una data sconosciuta, Lorenzo aveva scomunicato il prete milanese Magno, che fu reintegrato nella piena comunione da papa Gregorio, poco dopo la morte di Lorenzo.
Secondo un antico Catalogus archiepiscoporum Mediolanensium,  l'episcopato di Lorenzo durò 19 anni e 7 mesi e terminò con la sua morte il 21 agosto. Si ritiene che l'anno della morte sia il 592, poiché in una lettera di marzo 593 papa Gregorio parla del vescovo milanese defunto da poco tempo. Se i dati riferiti dal catalogus sono esatti, Lorenzo sarebbe stato consacrato vescovo nel gennaio 573, forse la domenica 23 gennaio.
L'antico catalogo riferisce inoltre che Lorenzo visse 85 anni e che fu sepolto a Genova nella chiesa di San Siro. Secondo quanto scrive papa Gregorio, lasciò tutti i suoi beni alla Chiesa ambrosiana, ad eccezione di un lascito a favore dello sposo (o dei figli) di Aretusa, clarissima femina.